# 크라우스마파이
크라우스마파이(KraussMaffei)는 사출 성형 기기, 플라스틱 압출 기술을 위한 기기, 반응공정기기를 제조하는 독일의 기업이다. 2016년에 중국화공집단공사(ChemChina)에 인수되었다.
1931년 2개의 뮌헨 기업 마파이(1838년 설립)와 클라우스(1860년 설립)의 합병을 통해 설립되었다. 이 두 기업은 여러 유형의 증기 기관차를 주도적으로 제조하는 독일의 제조사에 속했다.